# Reazione di Waaler-Rose
La reazione o tecnica di Waaler-Rose è un esame di laboratorio utilizzato per la diagnosi dell'artrite reumatoide. Il test mette in luce la presenza nel sangue del paziente del Fattore Reumatoide (FR), un autoanticorpo generalmente di tipo IgM che lega la frazione Fc delle immunoglobuline di tipo IgG.
Essendo una reazione piuttosto aspecifica, può risultare positiva anche in corso di alcune malattie infettive che interessano le cellule produttrici anticorpi, ad esempio la mononucleosi.

## Storia
Il test fu messo a punto successivamente alla scoperta nel 1937 da parte del medico norvegese Erik Waaler del fattore reumatoide. 
Waaler nel dicembre 1937, ad Oslo, osservò l'agglutinazione degli eritrociti di pecora da parte del siero di un paziente affetto da artrite reumatoide.
Egli mise al corrente la comunità scientifica della sua scoperta, ma le sue osservazioni passarono inosservate fino a quando il fenomeno non venne nuovamente scoperto dallo studioso statunitense Harry M. Rose a New York nel 1948.
Il fattore agglutinante riscontrato nel siero dei soggetti affetti da artrite reumatoide fu denominato "fattore reumatoide" da Schlossmann nel 1949.
Da allora questo esame, un test di emoagglutinazione indiretta, si è imposto come standard per la sua ricerca in laboratorio.
Successivamente, in alternativa alla classica reazione di Waaler-Rose, sono stati sviluppati numerosi altri tipi di test, molto spesso basati su altre metodiche quali l'agglutinazione al latex, i metodi ELISA e nefelometrici. Questi test, pur presentendo alcuni vantaggi, si caratterizzano per un'ampia variabilità per quanto attiene alla loro sensibilità.

## Artrite reumatoide
L'artrite reumatoide è una patologia autoimmune che si presenta acutamente con dolori articolari, determinati da una sequenza di eventi di tipo infiammatorio e che conduce nel tempo a deformazione dell'articolazione. Le alterazioni irreversibili risultano pressoché immediate. L'eziologia verosimilmente scaturisce dallo smascheramento di epitopi ad opera, ad esempio, di agenti virali quali il Virus di Epstein-Barr nonché dall'effetto di molecole infiammatorie quali la citochina IL-1 e dai relativi effetti sul proteoglicano, costituente unitamente al collageno, della matrice sinoviale.
La sensibilità del FR nella artrite reumatoide è considerata superiore al 90%. Tuttavia diversi studi scientifici, alcuni dei quali eseguiti anche su pazienti con malattia lieve, hanno messo in evidenza valori molto più bassi di positività (dal 25% fino al 60%).

## Dettagli
Si tratta di un test di laboratorio in grado di rilevare anticorpi diretti contro altri anticorpi o, in particolare, contro componenti (la frazione FC) di anticorpi, IgG, IgA o IgM.
Tali autoanticorpi possono essere, ad esempio, i fattori reumatoidi che se rilevati impongono diagnosi di artrite reumatoide, o gli autoanticorpi della Sindrome di Sjögren.
In molti laboratori al test di Waaler-Rose vengono affiancati, spesso senza sostituirlo, alcune altre metodiche alternative e in associazione test autoanticorpali (ricerca degli ANA, gli anti-dsDNA, gli anti-ssDNA e gli anti-ENA) per effettuare la diagnosi di malattie autoimmuni sistemiche (MAIS), all'interno delle quali l'artrite reumatoide (AR) riveste un ruolo preminente.
Tale test è positivo, in percentuale variabile, oltre che in molti soggetti, circa i 2/3, affetti da artrite reumatoide (AR), anche in pazienti affetti da lupus eritematoso sistemico (LES), crioglobulinemia mista, polimiositi, dermatomiositi, in coloro che soffrono di sindrome di Sjögren (SS) e in altre condizioni autoimmuni sistemiche, mentre non presenta positività quasi mai nei processi fibrotico-degenerativi o carcinomatosi, connotando segnatamente la condizione autoimmune infiammatoria.
Si deve inoltre considerare che il fattore reumatoide può essere riscontrato, in assenza di qualsiasi significato clinico, in circa il 5% dei soggetti sani. Questa percentuale può crescere fino al 10-20% della popolazione di età superiore ai 65 anni.
Il test è positivo anche in molte infezioni subacute e croniche (endocardite batterica subacuta, infezione da virus dell'epatite B o C). Con lo spegnersi dell'infezione anche la positività al FR viene a ridursi. Alcuni autori ritengono che in questi casi il fattore possa essere associato a linfociti epatici attivati.
Infine positività del FR può anche associarsi a disturbi tumorali (in particolare neoplasie a cellule B), disturbi polmonari di tipo infiammatorio o fibrosante (come ad esempio la sarcoidosi), ed infine alla cirrosi biliare primitiva.
La possibilità di risultati falsi negativi e falsi positivi per la ricerca del fattore reumatoide (RF) tramite l'esecuzione della reazione di Waaler-Rose rendono questo test poco utile nella diagnosi precoce dell'artrite reumatoide (AR) ed alcuni ricercatori suggeriscono una sua sostituzione con altri test apparentemente dotati di maggiore specificità, come ad esempio il test per gli anticorpi anti-peptidi citrullinati (ACPA).